# Wladyslaw Miller
Władysław Miller (geboren ca. 1926 in Riga) was een Poolse beeldhouwer en steenhouwer, bekend als de “poëet van de steen”. In zijn werk verweefde hij spiritualiteit, historische herinnering en Bijbelse symboliek tot een kunstvorm die het ambacht overstijgt.

## Getto
Zijn ervaringen in het getto tijdens de oorlog vormden zijn gevoeligheid en artistieke taal, die een eerbetoon werd aan menselijke waardigheid en veerkracht.

## Symboliek
Millers beelden vertellen verhalen geworteld in de Bijbel en de joods-christelijke cultuur. Thema’s als lijden, verlossing en hoop komen terug in robuuste en stille steenformaties.

## Verhevenheid
De kunstenaar maakte gebruik van de monumentaliteit en ruwheid van steen, en creëerde werken die uitblinken in verhevenheid en metafysische rust.

## Werken
Millers bekendste werken zijn te vinden in de Sint-Stefanuskerk in Nijmegen, Nederland.